# Etheostoma sellare
Etheostoma sellare es una especie de peces de la familia Percidae en el orden de los Perciformes.

## Morfología
Los machos pueden llegar alcanzar los 8,4 cm de longitud total.

## Distribución geográfica
Se encontraba en Norteamérica: Maryland.